# 夏 (2018年電影)
《夏》（俄语：Лето）是2018年由俄羅斯導演基里爾·賽勒布倫尼科夫執導的傳記電影。本片描述了蘇聯時代高麗人搖滾歌手維克多·崔未成名前的故事與1980年代聖彼得堡地下搖滾圈文化，獲選為第71屆坎城影展正式競賽片。

## 演員
- 劉太旿 - 維克多·崔
- Roman Bilyk - 麥克·諾門科（英语：Mike Naumenko）
- Irina Starshenbaum - Natalia Naumenko
- Philip Avdeev - Leonid

## 評價
《夏》於第71屆坎城影展正式競賽單元中世界首映，由於導演基里爾·賽勒布倫尼科夫仍被俄國政府軟禁當中，形成該屆正式競賽單元中便有兩位導演因被居家監禁而無法赴法出席首映(另一位為伊朗導演賈法爾·帕納希)；首映後銀幕雜誌發行的影評場刊給予的分數為2.4/5，在21部競賽片當中排名第10名，最終並未獲得獎項。但本片的電影音樂獲得會外獎項原聲帶獎。
本片被法國電影雜誌電影筆記列在2018年十大佳片中的第9名。